# Lestes henshawi
Lestes henshawi là loài chuồn chuồn trong họ Lestidae. Loài này được Calvert mô tả khoa học đầu tiên năm 1907.